# رنگ‌های ایرانی
رنگ‌های ایرانی (Persian colors) به مجموعه طیف رنگ‌هایی گفته می‌شود که از دیرباز به طور ویژه در هنر فرش ایرانی و معماری ایرانی به کار برده شده و به جهانیان معرفی گردیده است. رنگ‌های ایرانی شامل ۹ رنگ می شود.

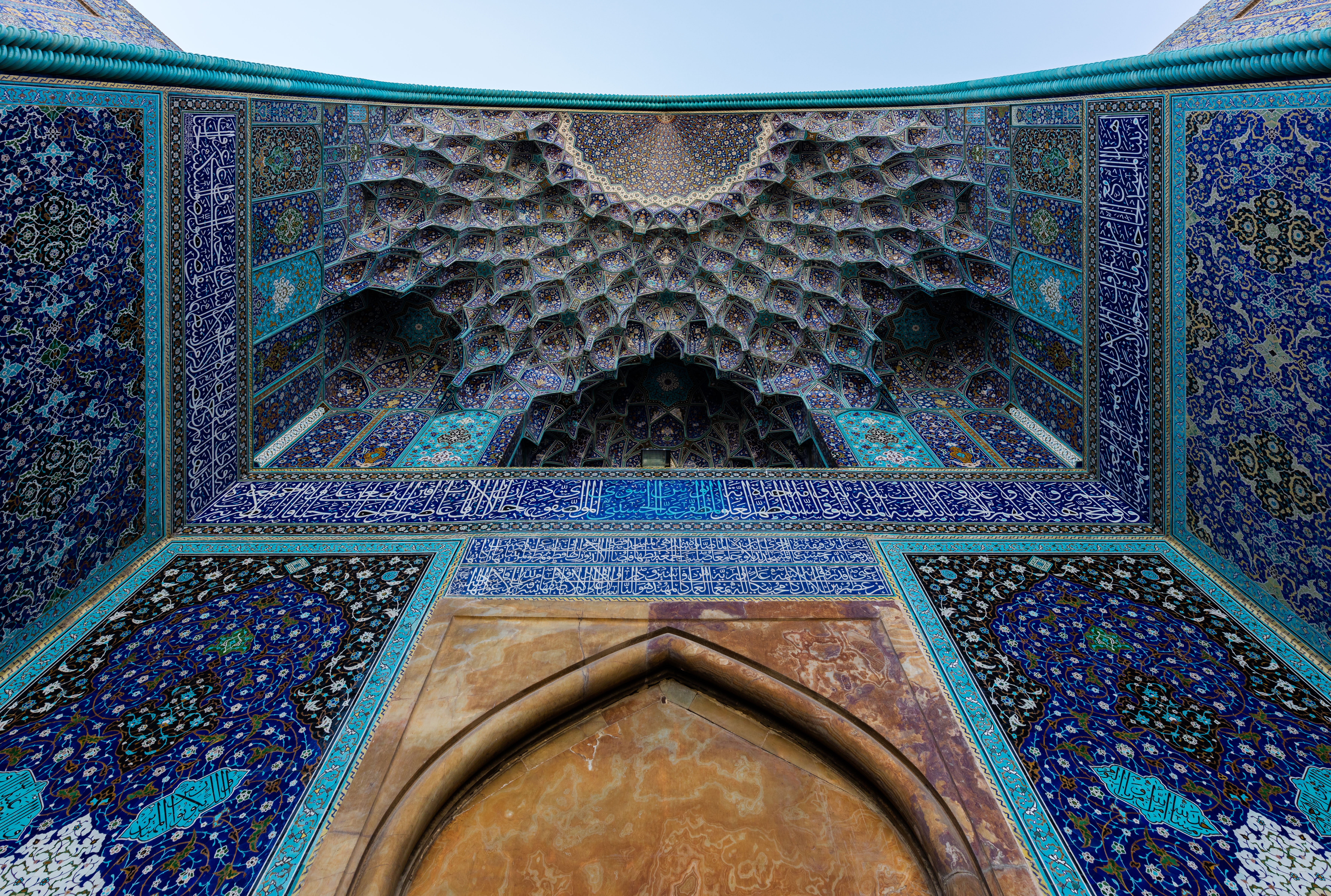
ایوان ورودی اصلی مسجد شاه با کاشی‌هایی به رنگ آبی ایرانی، اصفهان، سال ۲۰۱۶.

## سرخ ایرانی

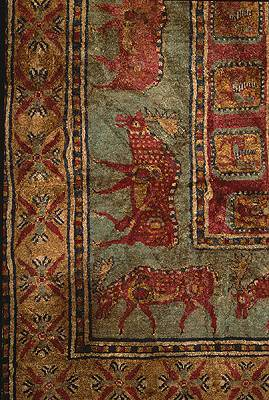
فرش سکایی پازیریک که در تاروپود آن از رنگ قرمز ایرانی استفاده شده است، قرن چهارم پیش از میلاد، موزه اِرمیتاژ، سن‌پترزبورگ.

## سبز ایرانی

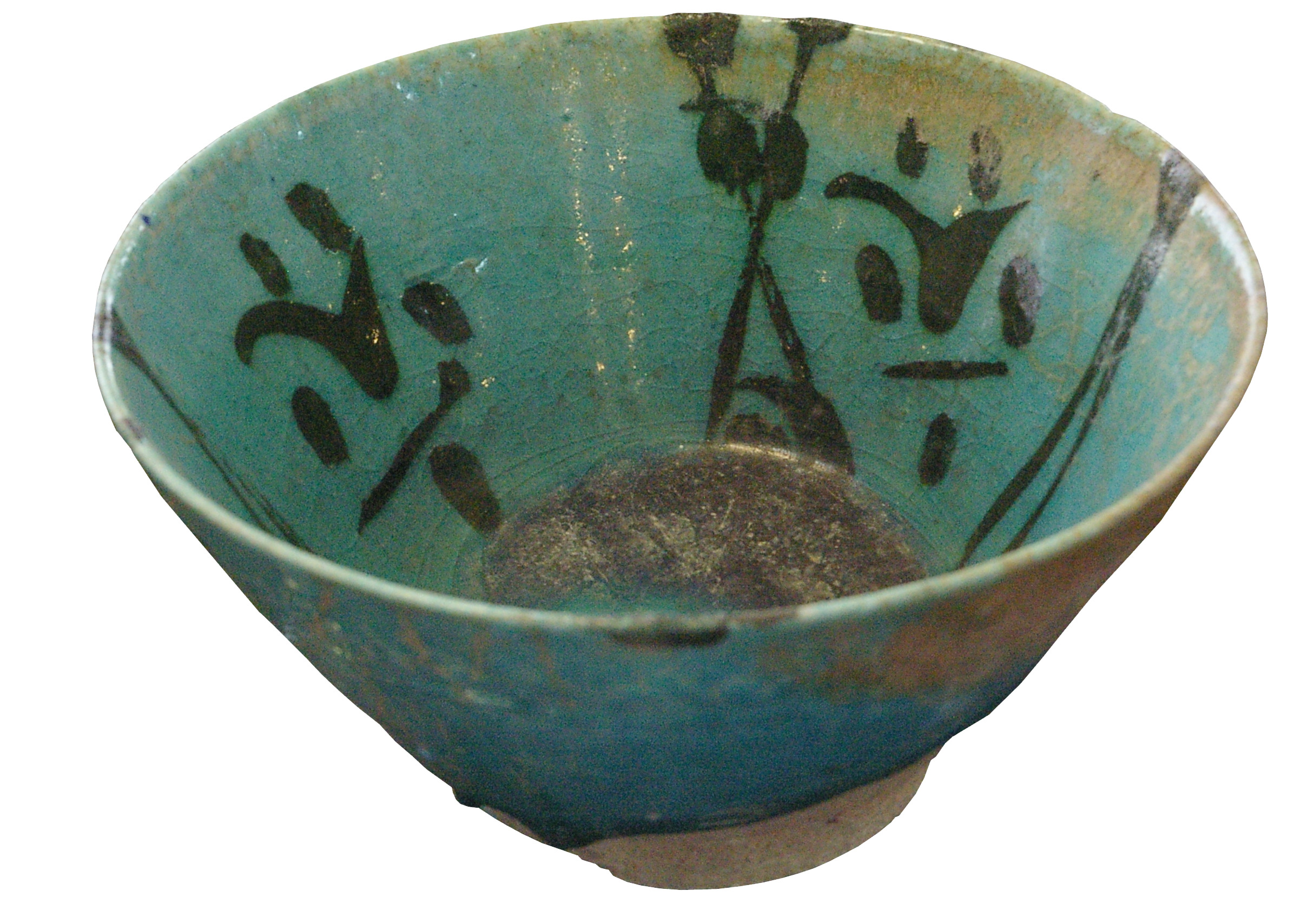
ظرف موسوم به سرامیک گرگان به رنگ سبز ایرانی. متعلق به سده ۱۳ پس از میلاد، موزه آذربایجان، ایران.

## آبی ایرانی

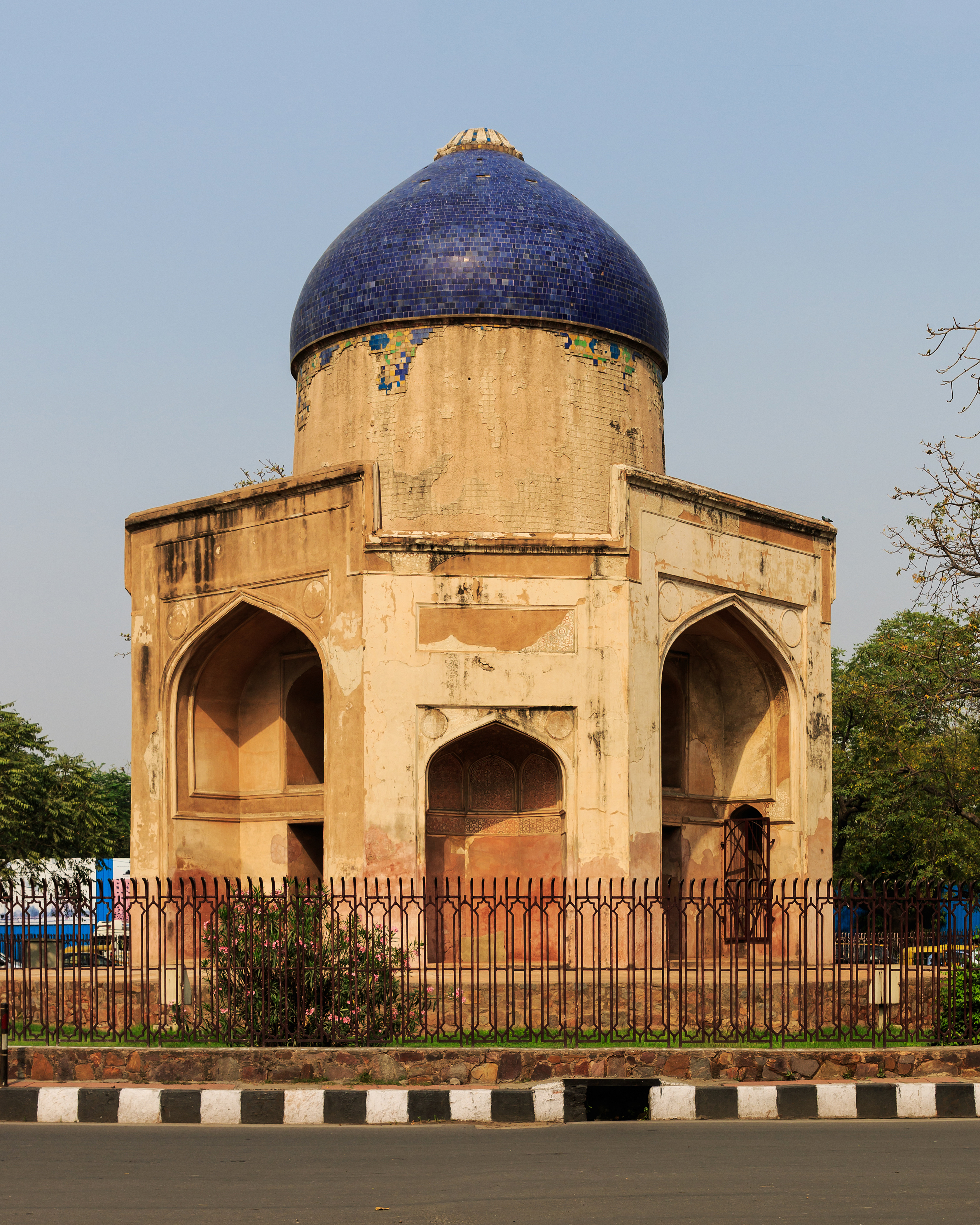
سبز برج با گنبدی مزین به کاشی‌هایی به رنگ آبی ایرانی، دهلی، هندوستان، سال ۲۰۱۶.

آبی ایرانی شامل ۳ طیف رنگی است:
- آبی روشن ایرانی
- آبی ملایم ایرانی
- نیلی ایرانی

## صورتی ایرانی
یک رنگ صورتی مایل به ارغوانی روشن است.
صورتی ایرانی

## رُز ایرانی
گل رُز دمشقی (Damask rose) یا گل رُز ایرانی (گل محمدی) از دوران باستان در ایران کشت می‌شده است و طی جنگ‌های صلیبی به باغ‌های اروپایی راه یافت. رنگ این گل به نام رنگ رُز ایرانی (Persian rose) شناخته می‌شود.

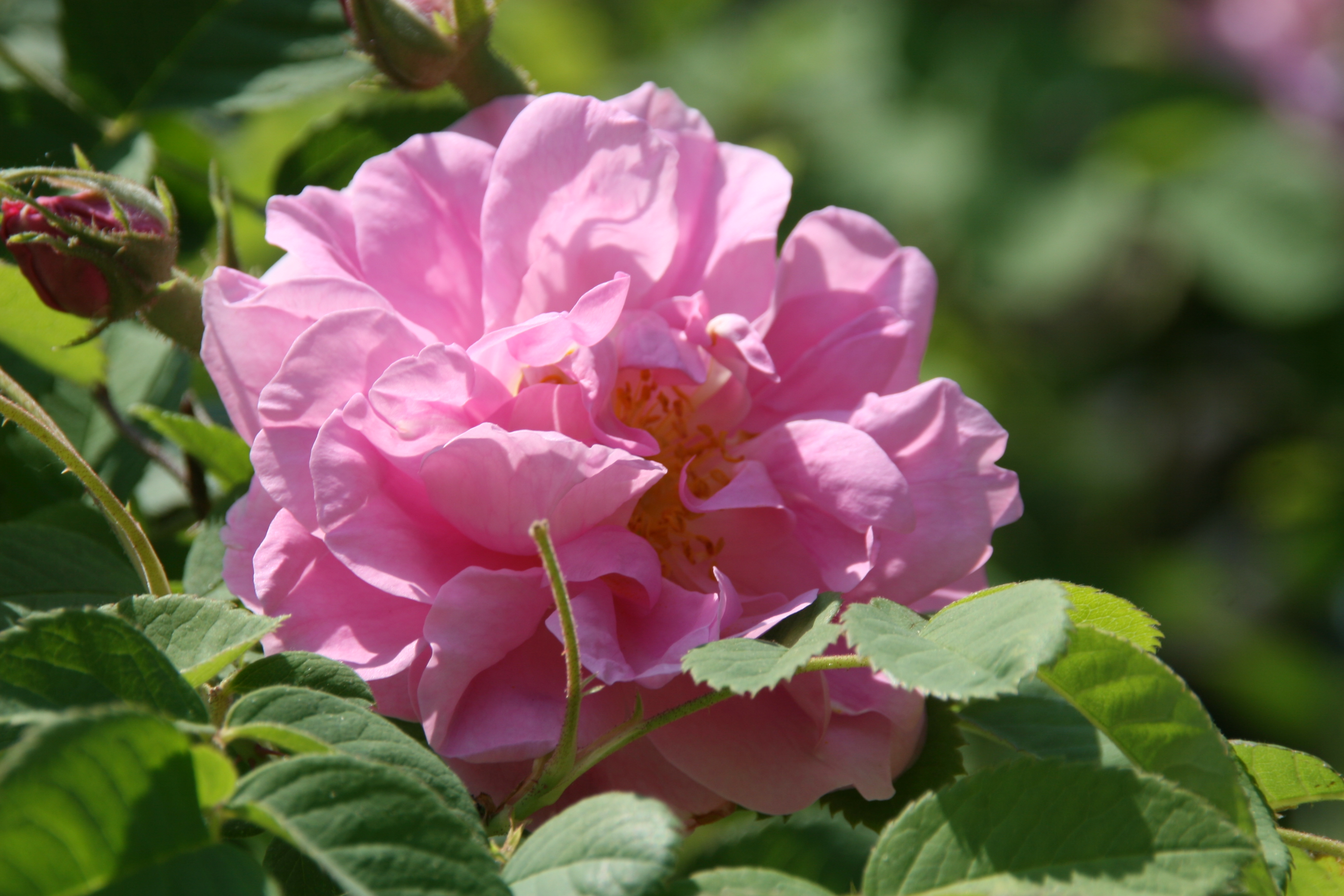
گل رُز دمشقی به رنگ رُز ایرانی در باغ‌های بروکساید ویتون، مریلند، ایالات متحده آمریکا، سال ۲۰۰۷.

## نارنجی ایرانی
این رنگ با نام‌های نارنجی حنایی، نارنجی آجری یا زرد اُخرایی نیز شناخته می شود. پودینگ پرتقال به رنگ نارنجی ایرانی است.

## عنابی ایرانی
عنابی ایرانی (Persian pulm) از ۴۴ درصد رنگ قرمز، ۱۱ درصد سبز و ۱۱ درصد آبی ساخته می‌شود.
عنابی ایرانی